# Димитріє Льотич
Дімітріє Летич (серб. Димитрије Љотић; 12 серпня 1891 — 22 квітня 1945, Айдівщина, Словенія) — сербський політик, який брав участь в колабораціоністському уряді Мілана Недича Керівник фашистської православної партії ЗБОР.

Фото Дімітріє Льотича

Він приєднався до сербської армії з початком Балканських війн, воював на стороні Сербії під час Першої світової війни та залишався на дійсній службі до 1920 року, коли вирішив продовжити політичну кар'єру. Того року він приєднався до Народно-радикальної партії та став регіональним депутатом округу Смедерево в 1930 році. У 1931 році він був призначений королем Олександром I на посаду міністра юстиції Югославії, але пішов у відставку через розбіжності між ним і королем щодо планування югославської політичної системи. Льотич заснував «Збор» у 1935 році. Партія не мала підтримки здебільшого антинімецько налаштованої сербської громадськості й ніколи не набирала більше 1 відсотка голосів на парламентських виборах у Югославії 1935 та 1938 років. Льотича заарештували напередодні останніх виборів і ненадовго відправили до божевільні після того, як влада звинуватила його в «релігійній манії». Він висловив свою опозицію до угоди Цветковича-Мачека в 1939 році, і його прихильники відреагували на це бурхливо. Збор незабаром був оголошений югославським урядом поза законом, що змусило Льотича переховуватися. Він переховувався до квітня 1941 року, коли держави Осі вторглися в Югославію. Пізніше німці запросили Льотича приєднатися до сербського маріонеткового уряду Мілана Ачімовича, і йому запропонували посаду економічного комісара. Він ніколи не обіймав посаду, частково тому, що йому не подобалася ідея грати другорядну роль в адміністрації, а частково через його непопулярність. Він вдався до опосередкованого впливу на сербський маріонетковий уряд через двох своїх найближчих соратників, яких німці обрали комісарами. У вересні 1941 року німці дали Льотичу дозвіл на формування Сербських добровольчих загонів, які пізніше були перейменовані на Сербський добровольчий корпус (СДК).
У липні 1942 року югославський уряд у вигнанні та лідер четників Дража Михайлович публічно засудили Льотича як зрадника. Він та інші сербські колабораціоністські чиновники залишили Белград у жовтні 1944 року та попрямували до Словенії, звідки мали намір розпочати штурм проти Незалежної Держави Хорватія (НДХ). Між березнем і квітнем Льотич і Михайлович домовилися про остаточний союз проти очолюваних комуністами югославських партизанів, і їхні сили об'єдналися під командуванням генерала четників Міодрага Дам'яновича 27 березня. Льотич загинув в автомобільній катастрофі 23 квітня і був похований у Шемпетері при Горіці. Його похорони спільно відправили єпископ Миколай Велімірович і патріарх сербської православної церкви Гаврило Дожич, звільнення якого з концтабору Дахау Льотич домігся в грудні минулого року. На початку травня Дам'янович привів формування SDK-четників під своїм командуванням до північно-західної Італії, де вони здалися британцям і були поміщені в табори. Пізніше багатьох було екстрадовано до Югославії, де кілька тисяч було страчено партизанами та поховано в братських могилах на плато Кочевський Ріг. Інші емігрували на захід, де створили емігрантські організації, які мали на меті просувати політичну програму «Збору». Антагонізм між цими групами та групами, пов'язаними з четниками, тривав і в еміграції.

## Раннє життя
Дімітріє Льотич народився в Белграді 12 серпня 1891 року в родині Володимира Льотича та його дружини Любіці (уродженої Станоєвич).  Його батько був відомим політиком у портовому місті Смедерево і служив урядовим консулом Сербії в Греції.
Сім'я Льотичів походить від двох братів, Джордже та Томіслава Дімітрієвичів, які походили з села Блаце в грецькій Македонії. Походження прізвища Льотич походить від Джордже, який часто носив прізвисько «Льота». Два брати оселилися в селі Крнєво приблизно в 1750 році та переїхали до Смедерево у другій половині 18 століття.  Льотичі були тісно пов'язані з династією Караджорджевичів, яка кілька разів правила Сербією протягом XIX століття.
У 1858 році владу в країні захопила ворогуюча династія Обреновичів і змусила принца Олександра Караджорджєвича залишити у вигнанні. Батько Льотича був вимушений залишити країну в 1868 році після того, як був причетний до змови проти династії Обреновичів та її голови князя Мілана. Він не повернувся до Сербії до зречення Мілана 6 березня 1889 року. Окрім того, що він був близьким другом майбутнього короля Сербії Петра I, батько Льотича також був першою людиною, яка переклала «Маніфест комуністичної партії» сербською мовою. Прадід Льотича по материнській лінії, князь Станое, був розбійником і був убитий під час княжої різанини в січні 1804 р.
Початкову школу Льотич закінчив у Смедерево. Він відвідував гімназію в Салоніках, куди його сім'я переїхала в 1907 році.  Льотич був релігійно відданим у своїй юності і навіть планував зробити кар'єру в Сербській православній церкві. На нього сильно вплинула доктрина Льва Толстого про християнське ненасильство, але пізніше відкинув цю доктрину під час Першої світової війни.Слідуючи пораді батька, він продовжив вивчати право і закінчив юридичний факультет Белградського університету. З початком Балканських воєн Льотич приєднався до сербської армії.
Восени 1913 року він отримав державну стипендію для навчання в Парижі. Він пробув у місті майже рік  і під час навчання в Інституті сільського господарства познайомився з правими, протофашистськими ідеями письменника Шарля Морраса. Моррас був французьким контрреволюціонером, який заснував ультраправий політичний рух, відомий як Action Française, і чиї твори вплинули на європейських фашистів та ідеологів режиму Віші під час Другої світової війни. Льотич описав Маурраса як «рідкісний сяючий дух» і назвав його одним із своїх найбільших інтелектуальних впливів.
Льотич повернувся з Парижа 1 вересня 1914 року і приєднався до сербської армії. Наприкінці року він отримав звання капрала і був поранений під час наступу на Овче Полі. Взимку 1915-16 брав участь у відступі сербської армії через Албанію. Льотич залишився на дійсній службі після закінчення війни, маючи підрозділ, який охороняв кордон між новоутвореним Королівством сербів, хорватів і словенців і Королівством Італія поблизу міста Бакар. Протягом цього часу він також працював на розвідку Королівства сербів, хорватів і словенців. У 1919 році він допоміг зірвати страйк залізничників, який мав на меті перервати потік боєприпасів, призначених для антикомуністичних сил, які воювали проти Бели Куна в Угорщині. У 1920 році він наказав військам під своїм командуванням заарештувати страйкуючих залізничників, переконаний, що всі вони причетні до комуністичної змови. Льотич був демобілізований 17 червня 1920 р. Згодом він одружився з Івкою Маврінац, хорваткою католичкою з села Красиця на хорватському узбережжі. У подружжя було двоє синів, Володимир і Нікола, і дочка Любіца. Льотич і його дружина переїхали до Белграда незабаром після одруження. 22 вересня 1921 року Льотич склав адвокатський іспит і почав займатися адвокатською діяльністю. Пізніше він став віце-президентом єпархіальної ради Сербської православної церкви в місті Пожаревац і представляв Пожаревацкую єпархію в патріаршій раді церкви.

## Міжвоєнна політична кар'єра

### Народно-радикальна партія та Мін'юст
Льотич приєднався до Народно-радикальної партії (сербсько-хорватська: Narodna radikalna stranka, NRS) Ніколи Пашича в 1920 році, заявивши, що це «Божа воля». Він балотувався на державну посаду на парламентських виборах 1927 року і отримав 5614 голосів. Це становило 19,7 відсотка голосів, поданих в окрузі Смедерево, і було недостатньо, щоб побачити його місце в парламенті, і його виграв політик Демократичної партії Коста Тимотієвич. Незабаром після цих виборів Льотич залишив НРС.
20 червня 1928 року чорногорський політик Пуніша Рачіч убив представників Хорватської селянської партії (сербсько-хорватська: Hrvatska seljačka stranka, HSS) Павла Радича та Джуро Басарічека, а також смертельно поранив лідера HSS Степана Радича під час стрілянини, яка відбулася в приміщенні парламенту. Королівство сербів, хорватів і словенців. Стрілянина призвела до того, що 6 січня 1929 року король Олександр призупинив дію Видовданської конституції та проголосив королівську диктатуру. Країна була перейменована в Югославію та розділена на 9 бановин (або провінцій), усі з яких були названі на честь головних річок країни. До 1912 року територія колишнього Королівства Сербія була поділена здебільшого між бановинами Дунай і Морава, і меншою мірою між бановинами Дрина і Зета.
У 1929 році Льотич отримав першу з кількох аудієнцій з Олександром. У 1930 році він став регіональним заступником від округу Смедерево.16 лютого 1931 року він був призначений на посаду міністра юстиції Югославії під час королівської диктатури короля Олександра через його непохитну відданість династії Караджорджевичів. У червні того ж року Льотич запропонував Олександру побудувати югославську політичну систему за італійською фашистською моделлю. Він представив йому проект конституції, який пропонував «органічну конституційну спадкову монархію, недемократичну і непарламентську, засновану на мобілізації народних сил, зібраних навколо економічних, професійних, культурних і благодійних організацій, які були б політично підзвітними перед король.»  Король відкинув конституцію Льотича як надто авторитарну.17 серпня Льотич подав у відставку після того, як уряд вирішив створити в Югославії єдину політичну партію, підтримувану урядом.

## ЗБОР
У 1934 році Олександра було вбито в Марселі болгарським найманцем, який працював на усташів. Того року Льотич налагодив контакти з трьома профашистськими рухами та видавцями відповідних газет — Отаджбіна (Батьківщина), що видавалася в Белграді; щомісячник " Збор «, що виходить у Герцеговині; і тижневик Buđenje (Пробудження), що виходить у Петровграді (сучасний Зренянин). Льотич брав участь у всіх трьох виданнях і став найвпливовішим у русі Отаджбіна. Згодом він заснував Югославський національний рух (сербсько-хорватською: Jugoslovenski narodni pokret), який також був відомий як Об'єднана організація активної праці (Združena borbena organizacija rada, або Zbor).
Zbor був створений злиттям трьох фашистських рухів — Югославської дія із Загреба, „Борців“ з Любляни та Buđenje з Петровграда. Він був офіційно заснований у Белграді 6 січня 1935 року, у шосту річницю проголошення диктатури короля Олександра. Її члени обрали своїм президентом Льотича, віце-президентом — хорвата Юрая Кореніча, другим віце-президентом — словенця Франа Кандаре, а генеральним секретарем — серба Велібора Йоніча. Офіційною метою „Збору“ було впровадження планової економіки та „расовий і біологічний захист національної життєвої сили та сім'ї“. Його офіційною газетою стала „Отаджбіна“.
Збор було оголошено незаконним після заснування, оскільки практично всі політичні партії в Югославії були заборонені з моменту проголошення диктатури короля Олександра в 1929 році. 2 вересня 1935 року Йоніч і адвокат Мілан Ачімович звернулися до Міністерства внутрішніх справ Югославії з проханням легалізувати Збор. 8 листопада Міністерство внутрішніх справ визнало „Збор“ офіційною політичною партією. Німецькі чиновники в Югославії швидко звернули увагу на рух, а німецький посланник у Югославії Віктор фон Герен надав йому фінансову допомогу та проникнув у нього німецькими агентами. Німецький спостерігач зазначив: „Рух Збор представляє свого роду націонал-соціалістичну партію. Його принципи — боротьба проти масонів, проти євреїв, проти комуністів і проти західного капіталізму“.  Німецькі промислові фірми надавали Збор подальшу фінансову допомогу, як і німецькі розвідувальні служби.
З 1935 року Льотич був членом Браничевської Єпархії, віце-президент якої був членом Патріаршої Ради Сербської Православної Церкви в Белграді. Завдяки цим зв'язкам Льотич розвинув міцні стосунки з єпископом Миколою Веліміровичем, під впливом якого деякі члени його духовної організації Bogomoljci стали частиною руху Збор..
Основну підтримку, яку „Збор“ отримав у Сербії, надходили від представників міського середнього класу, а також від студентів правого спрямування та членів збройних сил. Більшість членів Збор були етнічними сербами, хоча деякі хорвати та словенці також приєдналися. Її членство часто коливалося, насамперед через розбіжності щодо авторитаризму Льотича та його недостатньої популярності та політичної влади в Сербії. Льотич був непопулярною фігурою в Сербії через його пронімецькі симпатії та релігійний фанатизм. Обмежена підтримка, отримана самим „Збором“, пояснюється тим фактом, що радикальні праві настрої не були сильними серед сербського населення. Причиною цього було те, що права політика була пов'язана з Німеччиною. Будучи надзвичайно антинімецькими, більшість етнічних сербів категорично відкидали фашистські та нацистські ідеї. Збор ніколи не мав більше ніж 10 000 активних членів у будь-який момент часу, причому більша частина його підтримки надходила зі Смедерева та від етнічної німецької (фольксдойче) меншини у Воєводині, яка була піддана нацистській пропаганді з 1933 року
Під час прем'єрства Мілана Стоядиновича багато членів Збор залишили партію та приєдналися до Югославського радикального союзу Стоядиновича (сербсько-хорватська: Jugoslovenska radikalna zajednica, JRZ). Тим не менш, рух продовжував виступати за відмову від індивідуалізму та парламентської демократії. Льотич закликав Югославію об'єднатися навколо єдиного правителя та повернутися до своїх релігійних і культурних традицій, сприйнявши вчення християнства, традиційні цінності та корпоративність. Він виступав за централізовану державу, заявляючи, що об'єднання південних слов'ян було історичною та політичною неминучістю і що серби, хорвати та словенці поділяють „кровну спорідненість і почуття спільної долі“. У той же час Югославія, яку уявляв Льотич, була такою, де мала домінувати Сербія.  Збор відкрито пропагував антисемітизм, будучи єдиною партією в Югославії, яка відкрито це робила, а також ксенофобію.

### Вибори
Незважаючи на свою опозицію до парламентської демократії, Збор брав участь у югославських парламентських виборах 1935 року. Він запропонував 8100 кандидатів по всій Югославії. 5 травня уряд Югославії вперше оголосив результати виборів, які показали, що 72,6 відсотка виборців, які мають право виборців, проголосували загалом 2 778 172 бюлетені. Партія Боголюба Євтіча отримала 1 738 390 (62,6 %) голосів і 320 місць у парламенті, а Опозиційний блок на чолі з Владко Мачеком отримав 983 248 (35,4 %) голосів і 48 місць. Збор посів останнє місце в опитуваннях, набравши 23 814 (0,8 %) голосів, і не отримав жодного місця в парламенті.  З усіх голосів, які вона отримала, 13 635 надійшли з Дунайської бановини, в якій знаходився рідний округ Льотича Смедерево. Результати виборів, спочатку опубліковані владою, викликали потрясіння серед громадськості, змусивши уряд опублікувати результати перерахунку голосів 22 травня. Повторний підрахунок показав, що було вдано 100 000 додаткових бюлетенів, які не були зареєстровані 5 травня, і що партія Євтіча отримала 1 746 982 (60,6 %) голосів і 303 місця, Опозиційний блок отримав 1 076 345 (37,4 %) і 67 місць, і що Збор отримав 24 008 (0,8 %) голосів і знову не отримав мандатів.
У 1937 році Льотич почав нападати на Стоядиновича через публікації Зборі звинуватив його у співучасті у вбивстві короля Олександра трьома роками тому.  У відповідь на це уряд Стоядиновича викрив Льотича в тому, що він фінансувався німцями та надавав їм фінансові ресурси для поширення нацистської пропаганди та просування німецьких економічних інтересів у Сербії.  Викривальні матеріали, що пов'язують Льотича з німцями, були передані югославській владі командувачем німецького Люфтваффе Германом Герінгом, прихильником Стоядіновича. Стоядинович використав ці викриття на свою користь під час парламентських виборів наступного року, представивши своїх опонентів, включаючи Льотича, як „нелояльних агітаторів“.  Льотич відповів нападками на Стоядиновича через номери Otadžbina, багато з яких згодом були заборонені. Уряд Стоядиновича заборонив усі мітинги та газети Збору, конфіскував пропагандистські матеріали Збору та заарештував лідерів Збору. У вересні 1938 року Льотича заарештували після того, як югославська жандармерія відкрила вогонь по натовпу прихильників Збор, убивши щонайменше одну людину. Часто відвідував церкву, його звинуватили в релігійній манії та ненадовго відправили до божевільні, а потім звільнили.
10 жовтня Стоядинович розпустив парламент Югославії, оголосив нові вибори та організував подальші арешти членів Zbor. Льотич у відповідь публічно заявив, що прихильників Zbor арештовують, щоб перешкодити їм брати участь у майбутніх виборах.  На парламентських виборах у грудні 1938 року було висунуто три кандидати — Стоядинович, Мачек і Льотич.  Під час самого голосування члени опозиційних партій, у тому числі „Збор“, були заарештовані та піддані залякуванням поліцією, а реєстри голосування нібито були сфальсифіковані на користь Стоядіновича. Збор зайняв останнє місце на виборах, отримавши 30 734 (1,01 %) голосів і знову не отримавши жодного місця в парламенті.  17 573 голоси на користь „Збору“ були подані в Дунайській бановині, тоді як кількість голосів у Далматинській приморській бановині зросла з 974 у травні 1935 р. до 2 427 у грудні 1938 р.
Антиєврейська пропаганда
Серед антиєврейської пропагандистської діяльності Льотича була брошура 1938 року під назвою Drama savremenog čovečanstva (Драма сучасного людства), де він писав, що „Іудаїзм є найбільшим злом сьогодення. Це найпідступніший і найнебезпечніший противник для всіх християнських народів. Тому юдаїзм необхідно ліквідувати швидко і рішуче, бо інакше крах християнської цивілізації і християнського світу неминучий“.

## Друга світова війна

### Діяльність в Югославії
У серпні 1939 року двоюрідний брат Льотича, Мілан Недіч, був призначений міністром оборони Югославії. Пізніше того ж року майже всі видання Збор, зокрема Otadžbina, Buđenje, Zbor, Naš put (Наш шлях) і Vihor (Вихор), були заборонені. Льотич використав свої зв'язки з Недічем, щоб забезпечити розповсюдження забороненого Збор журналу Bilten (Бюлетень) серед членів королівської югославської армії. Журнал виходив нелегально у військовій друкарні і розповсюджувався по країні військовими кур'єрами. Льотич був головним автором і головним редактором журналу. З березня 1939 року по жовтень 1940 року було опубліковано 58 номерів Bilten, у яких Льотич виступав за провіськову зовнішню політику Югославії та критикував толерантність Белграда до євреїв. Більше 20 000 примірників кожного було надруковано з наступних випусків журналу. Льотич був особливо задоволений можливістю здійснювати свій ідеологічний вплив на молодих слухачів військової академії, а також на старших офіцерів.
З початком Другої світової війни Льотич підтримав політику нейтралітету Югославії в конфлікті, одночасно просуваючи позицію, що югославська дипломатія повинна зосередитися на відносинах з Берліном. Він різко виступав проти угоди Цветкович-Мачек у серпні 1939 року і неодноразово писав князю Павлу листи, закликаючи його анулювати її.  У цих листах він виступав за негайну реорганізацію уряду відповідно до ідеології Збор скасування хорватської автономії, поділ Королівської югославської армії на контингенти переважно етнічних сербів з деякими хорватами та словенцями-добровольцями, які були б озброєні, а контингенти більшості хорватів і словенців у збройних силах, які б служили як трудові підрозділи і були б беззбройні. По суті, мета всіх цих пунктів полягала в тому, щоб звести несербів у Югославії до статусу громадян другого сорту. До цього моменту в Збор проникли німецьке гестапо, абвер (німецька військова розвідка) і шуцштаффель (СС). У 1940 році Королівська югославська армія очистила свої пронімецькі елементи, і Льотич втратив більшу частину свого впливу на збройні сили.
Послідовники Льотича відповіли на угоду Цветковича-Мачека насильством, зіткнувшись із молодіжним крилом Комуністичної партії Югославії (КПЮ). Ці інциденти привернули до Zbor до 5000 нових членів і призвели до формування студентського крила Збор, відомого як „ Білі орли“ (сербсько-хорватською: Beli orlovi). У липні 1940 року Льотич висловив свою різку опозицію проти дипломатичного визнання Радянського Союзу Белградом, яке мало на меті зміцнити Югославію всередині країни на випадок війни.
23 жовтня 1940 року члени „Білих орлів“ зібралися біля кампусу Белградського університету.  Президент університету Петар Міціч був симпатиком Збор. Поліція Белграда, яка нібито знала про заворушення, вийшла з району до спалаху насильства. Потім члени „Білих орлів“ погрожували викладачам і студентам пістолетами та ножами, поранили деяких із них, прославляли Адольфа Гітлера та Беніто Муссоліні як своїх героїв і кричали „Геть євреїв!“ Члени „Словен Юг“ („Слов'янський Південь“), сербського націоналістичного руху, брали участь у заворушеннях, які були організовані Льотичем, щоб спровокувати військовий стан і запровадити більш централізовану систему контролю в університеті. Сербська громадськість відреагувала на заворушення обуренням. 24 жовтня югославський уряд скасував юридичний статус Zbor. 2 листопада Міністерство внутрішніх справ надіслало список членів Збору всім муніципальним адміністраторам Сербії.  Уряд розправився зі Збором, затримавши кілька сотень членів, змусивши Льотича переховуватися. Одним із небагатьох громадських діячів у Сербії, які висловлювалися на користь Льотича в цей період, був сербський православний єпископ Миколай Велімірович, який хвалив його „віру в Бога“ та „добрий характер“.
Хоча урядове розслідування визнало Збор винним у державній зраді за отримання німецьких коштів, влада намагалася не заарештувати Льотича, щоб не провокувати німців. Льотич був поставлений під нагляд уряду, але влада швидко втратила його слід. Він переховувався у друзів у Белграді та підтримував зв'язок із Недічем і Веліміровичем. 6 листопада Недіч подав у відставку на знак протесту проти придушення урядом Збору. Додаткові випуски Bilten продовжували друкуватися, незважаючи на його відставку. Вони підтримували провіськову зовнішню політику Югославії, критикували толерантність уряду до євреїв і масонів і нападали на пробританських членів уряду за їхню опозицію Югославії підписати Троїстий пакт. Льотич переховувався до квітня 1941 р.

### Окупація Югославії
Під час вторгнення країн Осі до Югославії кілька десятків офіцерів Королівської югославської армії, пов'язаних зі Збором, були захоплені вермахтом, але швидко звільнені. Німці надіслали Льотичу письмове повідомлення, гарантуючи йому свободу пересування в окупованій німцями Сербії. Незабаром після того, як німецькі війська увійшли в Белград, послідовники Льотича отримали завдання відібрати приблизно 1200 євреїв серед неєврейського населення міста.
Коли німці вперше окупували країну, заборонили діяльність усіх сербських політичних партій, крім „Збору“.  Хоча вони спочатку мали намір зробити Льотича главою сербського маріонеткового уряду, і Льотич, і німці зрозуміли, що його непопулярність призведе до провалу будь-якого уряду під його керівництвом.  Німці вважали, що Льотич мав „сумнівну репутацію серед сербів“. Льотич сказав офіцеру гестапо Карлу Вільгельму Краузе, що „[потрібна] безкомпромісна людина із загальновизнаним авторитетом і силою особистості… [потрібно], щоб переконати людей, що німці є їхніми друзями, що вони хочуть кращого для людей і що вони є рятівниками людства від комунізму“. Незабаром німці запросили Льотича приєднатися до початкового сербського маріонеткового уряду — Адміністрації комісара Мілана Ачімовича. Льотичу запропонували посаду економічного комісара, але він так і не зайняв цю посаду, частково тому, що йому не подобалася ідея відігравати другорядну роль в адміністрації, а частково через його непопулярність. Він вдався до опосередкованого впливу на сербський маріонетковий уряд через двох своїх найближчих соратників, Стевана Іванича та Мілослава Васильєвича, яких німці обрали комісарами. Єдиною офіційною посадою, яку Льотич обіймав в окупованій Німеччиною Сербії, був адміністратор Смедерева. Він допомагав у відбудові міста після того, як його значні частини були зруйновані вибухом на складі боєприпасів у червні 1941 року
У липні та серпні німці дали Льотичу дозвіл на трансляцію трьох його промов по Радіо Белграду та проконсультувалися з ним перед призначенням Недіча лідером уряду національного порятунку на території військового командування в Сербії.  В одній зі своїх липневих промов Льотич проголосив, що кінцевою метою Радянського Союзу є „знищення національного та християнського порядку, за яким послідує панування євреїв над усіма націями“.
Формування сербських добровольчих загонів
У відповідь на комуністичне повстання, яке спалахнуло після німецької окупації Сербії, сотні відомих і впливових сербів підписали „Звернення до сербської нації“, яке було опубліковано у головних белградських газетах 11 серпня. Відозва закликала сербське населення всіляко допомагати владі в боротьбі проти комуністичних повстанців, закликала до лояльності до нацистів і засуджувала партизанський опір як непатріотичний. Льотич був одним із 546 підписантів.
Німці довіряли Льотичу більше, ніж будь-якому іншому етнічному сербу в окупованій Югославії. Через потребу в надійних колабораціоністських силах для боротьби з комуністами вони дали йому дозвіл сформувати Сербські добровольчі загони (сербсько-хорватською: Srpski dobrovoljački odredi, SDO) у вересні 1941 року. SDO спочатку виступило з публічними закликами до добровольців. „у боротьбі проти комуністичної небезпеки“ і зрештою зріс до 3500 озброєних людей. У цих зверненнях не згадується лідер партизан Дража Михайлович чи його четники. До листопада Льотич відкрито засуджував Михайловича. В одній із газетних статей він звинуватив його у відповідальності за смерть багатьох сербів і у спричиненні масових руйнувань внаслідок його „наївної“ співпраці з комуністами.
Прямо у відповідь на комуністичне повстання німці постановили, що 100 сербських мирних жителів будуть страчені за кожного вбитого німецького солдата і 50 страчених за кожного пораненого німецького солдата. Кульмінацією цієї політики стала різанина в Крагуєваці в жовтні 1941 року, в якій брав участь підрозділ добровольців Льотича. Раніше того місяця четники та партизани влаштували засідку на колону німецьких солдатів біля Горні-Мілановаца, убивши 10 і поранивши 26. Німці звернулися до Крагуєваца, щоб помститися, не через антинімецьку активність у місті, а тому що інакше не можна знайти достатньо дорослих чоловіків, щоб виконати необхідну квоту для страт.
За словами очевидців, командир SDO Марісав Петрович і його люди увійшли в бараки, в яких утримувалися заручники, і з дозволу Німеччини звільнили тих, кого вони визнавали прихильниками Льотича і Недіча, а також тих, чиї політичні погляди вони вважали „національними“. правильно». Петрович звинуватив тих, кого йому не вдалося звільнити, у підтримці комуністів і поширенні комуністичної пропаганди, таким чином «заразивши» сербське суспільство своїми лівими ідеями. Більшість із тих, хто залишився в руках німців і був згодом страчений, були учні середньої школи. Відповідно до післявоєнних свідчень Кости Мушицького, іншого високопоставленого командира SDO, Петрович також наказав заарештувати незліченну кількість цивільних ромів з навколишніх сіл і передав їх німцям для страти. Під час різанини було вбито понад 3000 громадян Крагуєваца

### Сербський добровольчий корпус і пропагандистські зусилля
22 жовтня у Белграді відкрилася Велика антимасонська виставка, організована Збор фінансової підтримки Німеччини. Виставка мала на меті викрити ймовірну юдо-масонську/комуністичну змову з метою світового панування за допомогою кількох експозицій із антисемітською пропагандою. Сербські колабораціоністські газети, такі як «Обнова» («Відновлення») і «Наша боротьба» («Моя боротьба»), позитивно писали про виставку, оголосивши євреїв «давніми ворогами сербського народу» і що «серби не повинні чекати, поки німці почнуть знищення євреїв». Остання газета "Наша Борба « була заснована Льотичем на початку року, і її назва повторювала назву гітлерівської „Майн кампф“ („Моя боротьба“). Більшість авторів були добре освіченими, включали студентів, викладачів, юристів та інженерів. Льотич і його соратники були відповідальними за друк п'ятдесяти антисемітських видань між 1941 і 1944 рр. Він також заснував Radna Služba (Службу праці), молодіжний рух, схожий на Гітлерюгенд.
У листопаді Льотич виступив за 300—500 чоловіків, затриманих німцями як підозрюваних у масонстві. Він переконав начальника німецької військової адміністрації Гаральда Тернера, що захоплені чоловіки не були масонами, і сказав йому, що їх не можна розстрілювати як заручників. За словами його особистого секретаря, Льотич також попросив Тернера не наказувати вбивати євреїв, заявивши, що „[я] проти того, щоб євреї керували економікою моєї країни, але я проти їхнього вбивства“. Він додав, що „їх невинно пролита кров не може принести нічого доброго людям, які це роблять“. Як повідомляється, Тернер був здивований заявами Льотича, враховуючи його історію антисемітизму.
28 березня 1942 року Недіч зазначив Тернеру, що в разі його відходу Льотич буде єдиною особою, яку можна вважати його наступником на посаді лідера Уряду національного порятунку. Тернер зауважив, що „[Недіч] не міг [могти] серйозно ставитися до цього, оскільки Льотич був пророком і провидцем, а не лідером і державним діячем“.  У грудні 1942 року SDO було перейменовано в Сербський добровольчий корпус (сербсько-хорватською: Srpski dobrovoljački korpus, SDK) і передано під командування генерала артилерії (генерал-лейтенанта) Пауля Бадера. Хоча SDK формально не входив до вермахту, він отримував від німців зброю, боєприпаси, продовольство та одяг. Як і Сербська державна гвардія (сербсько-хорватська: Srpska državna straža, SDS), SDK перебував під прямим командуванням вищого начальника СС і поліції Августа Мейснера та командуючого генерала в Сербії. Під час бойових дій її частини були підпорядковані тактичному командуванню німецьких дивізій. Це була єдина група озброєних сербів, якій німці коли-небудь довіряли під час війни, її підрозділи часто хвалили німецькі командири за мужність у діях.

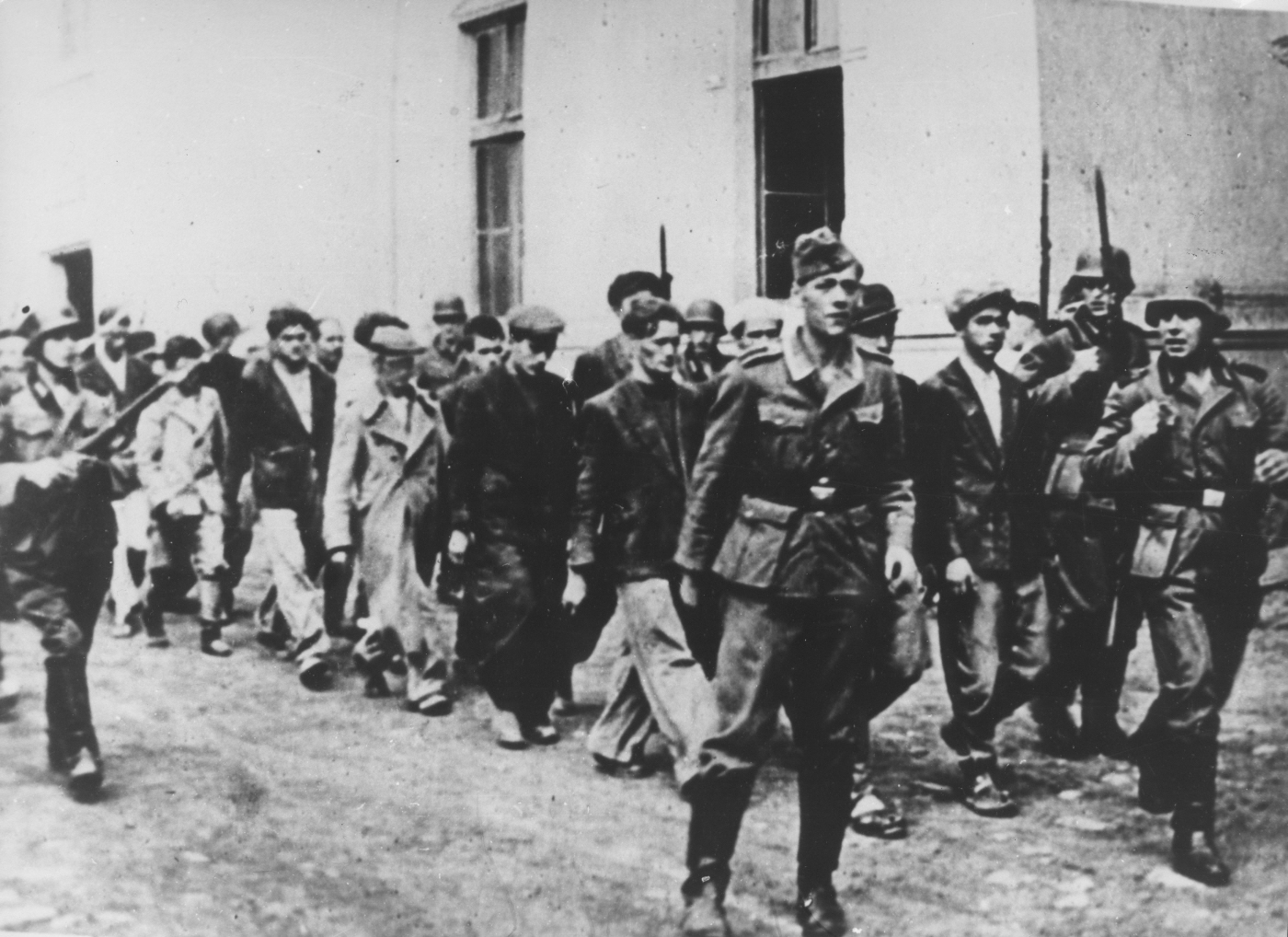
German soldiers arresting Serbian civilians prior to the Kragujevac massacre, in which Ljotić's forces participated

СДК допомагав гестапо вистежувати та затримувати цивільних євреїв, яким вдалося уникнути німців, і брав участь у відправці єврейських в'язнів до концтабору Баньїца. Підрозділам СДК не дозволялося переміщатися з призначеної їм території без дозволу Німеччини. Члени прийняли присягу, в якій пообіцяли боротися до смерті як проти комуністичних сил, так і проти четників, залишатися в SDK принаймні шість місяців і „служити справі сербського народу“. Сам Льотич не контролював СДК, яким безпосередньо командував Мушицький. Більшість офіцерів СДК походили або з лав розформованої Королівської югославської армії, або з югославської жандармерії. Моральний дух серед добровольців був високим, до кожної роти, батальйону та полку призначалися офіцери з освіти, подібні до тих, що працювали при радянській владі та югославських партизанах, щоб навчати та навчати солдатів і підтримувати високий рівень морального духу. Відповідно до ідеології СДК, Льотич був „керівним духом“ у своїх „політичних і філософських висловлюваннях“. У своїх інструкціях командирам частин Льотич наголошував на важливості того, щоб добровольці вірили в Бога і поважали Його. Він закликав їх регулярно молитися і попередив, що погані результати на полі бою та нездатність заручитися підтримкою сербської громадськості є наслідком „похитування релігійності та віри“ командирів і їхнього частого прокляття імені Бога. Льотич критикував широко поширену практику алкоголізму, азартних ігор і сексуального занепаду, які зустрічаються серед волонтерів. Він засуджував акти непотрібного насильства, коли йому повідомляли про них.
15 липня 1942 року Михайлович надіслав телеграму югославському уряду у вигнанні з проханням публічно засудити Льотича, Недіча та відкритого колабораціоністського лідера четників Косту Печанаца як зрадників. Югославський уряд у вигнанні відповів на це публічно через радіо BBC. У жовтні Льотич був змушений відкликати двох своїх представників у сербському маріонетковому уряді, щоб уникнути відповідальності за непопулярні та важкі економічні заходи та продовольчу політику, прийняті Недічем того місяця. Після капітуляції Італії у вересні 1943 року командир чорногорських четників Павле Джурішич встановив зв'язки з Льотичем.  Пізніше Льотич забезпечив Джурішича зброєю, харчами, друкарськими машинками та іншими припасами.

### Відступ і смерть
У лютому 1944 року 2-й батальйон 5-го полку СДК був направлений до Чорногорії на допомогу четникам Джурішича, згідно з планами Льотича. З 893 надісланих чоловіків 543 загинули в боях з партизанами. 6 вересня Михайлович взяв під свій контроль кілька сербських колабораціоністських формувань, включаючи СДК. Льотич послав Ратко Парежаніна, члена Збор і редактора „Нашої Борьби“, а також загін із 30 чоловік до Чорногорії, щоб переконати Джурішича відвести своїх четників до контрольованої Німеччиною Словенії, де Льотіч мав план зібрати сербські війська та розпочати військову атаку. напад на НДХ. 4 жовтня Льотич разом з Недічем і приблизно 300 сербськими урядовцями втік з Белграда разом з німецькими чиновниками.  На початку жовтня СДК отримав завдання захищати Шабацький плацдарм на річці Сава від партизанів разом з деякими німецькими підрозділами під командуванням полковника Юнгенфельда, начальника 5-го поліцейського полку. Битва за Белград почалася 14 жовтня, і німці вирішили евакуювати СДК у місце, де його можна було б використовувати для охорони та антипартизанських дій, оскільки вважалося непридатним для звичайних операцій. Гітлер наказав перемістити СДК в оперативну зону Адріатичного узбережжя та передав його під командування вищому командиру СС і поліції Оділо Глобочнику. 17 жовтня командувач групи армій F віддав наказ про евакуацію СДК із залізничної станції в Румі. Між 19–21 жовтня Верховне командування Південного Сходу дозволило СДК транспортувати на захід. Наприкінці жовтня Льотич і СДК прибули до міста Осієк. Саме тут німецький чиновник Герман Нойбахер погодився організувати їх безпечний прохід до узбережжя Словенії.  Хоча відступ колабораціоністських військ через НДХ був легким, були винятки. У листопаді усташі вилучили від тридцяти до сорока офіцерів СДК з транспортів, які рухалися через Загреб, після чого їх було страчено без належного судження.
У грудні Льотич домігся звільнення Миколи Веліміровича та Сербського православного патріарха Гаврила Дожича з концтабору Дахау. Велімірович був ув'язнений німцями в липні 1941 року за підозрою в прихильності до четників, а того літа Льотич написав кілька листів німецьким офіційним особам, закликаючи їх звільнити єпископа через те, що він нібито хвалив Гітлера перед війни. У вересні 1944 року Велімирович був переведений до Дахау разом із Дожичем через Будапешт і Відень і утримувався там як „почесний в'язень“. Після звільнення його та Дожича перемістили на туристичний курорт, а потім у готель у Відні як гостей німецького уряду, де вони зустрілися з Льотичем та іншими сербськими колабораціоністськими чиновниками.  Тут відбувалися дискусії між сербською стороною та німцями.  Льотич і Недіч звернулися до Нойбахера з проханням дозволити військам командира четників Момчило Джуїча прохід до Словенії, як і словенський колабораціоніст генерал Леон Рупнік.
Німці закликали Недіча зібрати військо чисельністю 50 000 чоловік для боротьби з наступаючими радянськими військами. Недіч в принципі погодився на створення такої армії, але наполягав на тому, що її не можна використовувати для боротьби з Радами. Він також вимагав, щоб до складу будь-якого нового колабораціоністського уряду входив Михайлович. Льотич категорично виступав проти створення нового сербського уряду в будь-якій формі, наполягаючи на тому, щоб Королівство Югославія було відновлено за Петра II. Цей план отримав підтримку як Дожича, так і Веліміровича.
На початку 1945 року Джурішич вирішив перейти до Любянської щілини незалежно від Михайловича і домовився, щоб сили Льотича, які вже були в Словенії, зустріли його біля Біхача в західній Боснії, щоб допомогти його пересуванню. Щоб дістатися до Біхача, Джурішичу довелося укласти угоду про безпечну поведінку з елементами збройних сил Незалежної Держави Хорватії та з чорногорським сепаратистом Секулою Дрлєвичем. Він був схоплений усташами та прибічниками Дрлєвича у квітні 1945 р. і вбитий разом з іншими четницькими лідерами, деякими сербськими православними священиками та іншими.
У період з березня по квітень 1945 року Льотич і Михайлович обмінялися повідомленнями про остаточний союз проти партизанів. Хоча угода була досягнута надто пізно, щоб мати будь-яку практичну користь, 27 березня сили Льотича і Михайловича зійшлися під командуванням генерала четників Міодрага Дам'яновича. Разом вони намагалися зв'язатися із західними союзниками в Італії, щоб отримати іноземну допомогу для запропонованого антикомуністичного наступу з відновлення роялістської Югославії.  У середині квітня, на прохання Льотича, Дожич і Велімірович благословили приблизно 25 000 членів SDS, SUK, сербської прикордонної охорони та спеціальної поліції, а також четників Джуїча та Доброслава Євджевича та словенських колабораціоністів, які мали зібралися на словенському узбережжі.
22 квітня Джуїч зв'язався з Льотичем і попросив зустрітися з ним у місті Постойна для координації загального відступу четників-СДК до Італії. Наступного дня Льотич виїхав із села Добравле, щоб зустрітися з Джуїчем. Його водій Ратко Живадинович мав дуже поганий зір і, наближаючись до мосту на річці Хубель, не помітив, що його частково зруйнували партизанські диверсанти.
Льотич загинув 23 квітня 1945 року в автокатастрофі в Істрії біля Бистриці. Його поховали в покинутому склепі угорського графа в місті Шемпетер при Горіці. Його похорони відбулися в каплиці четницької Динарської дивізії, яку спільно проводили Дожич і Велімірович, причому останній прославляв Льотича як „найвірнішого сина сербства“.  Велімирович додав, що „Льотич належав не лише сербам, він належав людству, Європі та світу“  і продовжив описувати його як „політика, який несе хрест“ та „ідеолога релігійного націоналізму“, чиї важливість „[вийшла] за межі сербської політики“.

### Наслідки
до 3100 було страчено партизанами  і поховано в братських могилах на плато Кочевський Ріг.  Інші емігрували до західних країн, де створили емігрантські організації, які мали на меті просувати політичну програму „Збору“. Багато з послідовників Льотича оселилися в Мюнхені, де вони керували власним видавництвом і друкували газету під назвою „Іскра“.
У 1974 році брат Льотича був застрелений агентами Служби державної безпеки Югославії (Управа державної безпеки, УДБА).  Антагонізм між групами, які прихильники Льотича, і групами, пов'язаними з четниками, продовжувався в еміграції.
Після війни тіло Льотича було вилучено з гробниці, в якій воно було поховано. Існує дві теорії щодо того, що з цим сталося. Одна стверджує, що він був вилучений послідовниками Льотича та вивезений у невідоме місце після створення вільної території Трієст у 1947 році. Інша теорія стверджує, що Льотич був похований у Шемпетер-при-Гориці до підписання Озімського договору в 1977 році, коли його послідовники витягли його тіло з гробниці, в якій воно було поховано, і відвезли в невідоме місце за межами Югославії, можливо, до Італії.

## Погляди
Льотич був затятим антисемітом.  Кажуть, що він виступав за знищення євреїв протягом багатьох років до початку Другої світової війни. У своїх промовах він стверджував, що за всіма світовими проблемами стоїть „Великий Директор“, і мав на увазі „колективну особистість, що складається з людей без землі, мови, стабільної релігії… людей без коріння“. … євреї». Льотич стверджував, що ймовірна єврейська змова почалася під час Французької революції і була причетна до всіх важливих історичних подій відтоді. Він також стверджував, що євреї та масони відповідальні за російську революцію. У своїх творах Льотич зображував євреїв відповідальними за появу ліберальної демократії, масонства та комунізму, і, як таких, ворогами як Збору, так і югославської держави. Льотич виступав за «ліквідацію впливу масонів, євреїв та будь-якого іншого духовного потомства євреїв» як єдиний спосіб запобігти вибуху війни в Югославії. Він також пояснив політичну непопулярність «Збору» «підривним впливом» сербських євреїв на освіту та ЗМІ. Тим не менш, антисемітизм Льотича в основному був позбавлений расистської ідеології через його невідповідність християнській вірі.  Незважаючи на зусилля Льотича та Збору, антисемітизм у Сербії не досяг рівня, який спостерігався в інших регіонах Європи, і тамтешня єврейська громада була значною мірою врятована від переслідувань і насильства до прибуття німецьких військ у квітні 1941 р.
Льотич вважав фашизм єдиною формою опору майбутньому глобальному єврейському контролю. Він похвалив Гітлера за викриття «змови світового єврейства» і назвав його «рятівником Європи». Захоплення Льотича Німеччиною частково випливало з його захоплення військовою могутністю країни та страху перед її політичними амбіціями. Хоча сама ідеологія «Збору» мала багато паралелей з іншими європейськими фашистськими рухами, Льотич часто підкреслював відмінності між фашизмом «Збору» та фашистськими рухами в Німеччині та Італії, незважаючи на їхню численну подібність. Більшість авторів описують Льотича як фашиста, але історик Йозо Томасевич стверджує, що така точка зору є «занадто односторонньою характеристикою».
Льотич вважав, що божественне провидіння «призначило сербському народу певну велику роль». Ця концепція стала постійною темою в його творах. Непохитний патріот і глибоко релігійна людина, яка вірила в основну релігійну етику Сербської православної церкви, він виступав за абсолютну лояльність до династії Караджорджевичів. Палкий монархіст, який вірив в авторитаризм, корпоративну організацію держави та цілісність Югославії, він вважав себе християнським політиком, його відданість своїй вірі принесла йому прізвисько Міта Богомоляц (Відданий Міта). Він часто ставився до сербських православних священнослужителів з підозрою, звинувачуючи деяких у тому, що вони масони та/або британські агенти, водночас заохочуючи інших приєднуватися до «Збору». Багато хто так і зробив, але відомо, що принаймні двоє були вбиті військами Льотича під час війни.

## Спадщина
Після розпаду Югославії місцеві ради Смедерево провели кампанію за те, щоб назвати найбільшу площу міста на честь Льотича. Незважаючи на подальші суперечки, члени ради захищали результати війни Льотича та виправдовували ініціативу, заявляючи, що «[співпраця] … це те, чого вимагало біологічне виживання сербського народу» під час Другої світової війни. Пізніше сербський журнал Pogledi опублікував серію статей, намагаючись виправдати Льотича.  У 1996 році майбутній президент Югославії Воїслав Коштуніца в публічній заяві похвалив Льотича. Прагнучи просувати романтичну та націоналістичну картину антикомунізму, Коштуніца та його Демократична партія Сербії (Democratic stranka Srbije, DSS) активно проводили кампанію за реабілітацію таких діячів, як Льотич і Недіч після повалення Слободана Мілошевича та його соціалістичного уряду. у жовтні 2000 р. Спроби реабілітувати Льотича викликали неоднозначну реакцію Сербської православної церкви. У 1997 і 2009 роках відбулися панахиди за Льотичем і Міланом Недічем у соборі Святого Михайла, обох вважали «невинними жертвами комуністичного терору».
Використовуючи засоби сучасного експериментального театру, сербський драматург Небойша Пайкіч написав постановку про життя Льотича під назвою «Льотич».  Кадри Льотича, присутніго на похоронах полковника Мілоша Масаловича, представлені у фільмі Душана Макавеєва 1968 року «Невинність без захисту».